# Янкув (Нижньосілезьке воєводство)
Янкув (пол. Janków) — село в Польщі, у гміні Доманюв Олавського повіту Нижньосілезького воєводства.
Населення — 171 особа (2011).
У 1975-1998 роках село належало до Вроцлавського воєводства.

## Демографія
Демографічна структура станом на 31 березня 2011 року:
|          | Загалом | Допрацездатний вік | Працездатний вік | Постпрацездатний вік |
| -------- | ------- | ------------------ | ---------------- | -------------------- |
| Чоловіки | 88      | 25                 | 53               | 10                   |
| Жінки    | 83      | 18                 | 48               | 17                   |
| Разом    | 171     | 43                 | 101              | 27                   |